# Teen Beach 2 (banda sonora)
Teen Beach 2: Original Motion Picture Soundtrack es el repertorio de las canciones de la película Teen Beach 2 (Protagonizada por Ross Lynch, Maia Mitchell, Garrett Clayton, Grace Phipps y John DeLuca). el Soundtrack contiene las canciones principales de Teen Beach 2. Tiene su Versión Digital y CD

## Lista de canciones
| N.º | Título                         | Artist(s)                                                                                    | Duración |  |
| 1.  | «Best Summer Ever»             | Ross Lynch Maia Mitchell Garrett Clayton Grace Phipps John DeLuca Jordan Fisher Chrissie Fit | 3:28     |  |
| 2.  | «On My Own»                    | Lynch                                                                                        | 2:25     |  |
| 3.  | «Right Where I Wanna Be»       | Clayton Phipps                                                                               | 2:29     |  |
| 4.  | «Falling for Ya»               | Fisher Fit                                                                                   | 2:04     |  |
| 5.  | «Wanna Be With You»            | Fisher                                                                                       | 2:51     |  |
| 6.  | «Twist Your Frown Upside Down» | Lynch Mitchell Clayton Phipps                                                                | 2:58     |  |
| 7.  | «Silver Screen»                | Lynch Mitchell                                                                               | 2:58     |  |
| 8.  | «Rescue Me»                    | Sabrina Carpenter                                                                            | 2:34     |  |
| 9.  | «Gotta Be Me»                  | Lynch Mitchell Clayton Phipps DeLuca Fisher                                                  | 3:53     |  |
| 10. | «Meant to Be (Reprise 3)»      | Lynch Mitchell Clayton Phipps                                                                | 1:55     |  |
| 11. | «That's How We Do»             | Lynch Mitchell Clayton Phipps DeLuca Fisher                                                  | 3:36     |  |
| 12. | «Starting Over»                | R5                                                                                           | 2:55     |  |
| 13. | «On My Own»                    | Lynch                                                                                        | 3:27     |  |
| 14. | «Best Summer Ever»             | Matthew Tishler Amy Powers                                                                   | 3:28     |  |
| 15. | «Gotta Be Me»                  | Niclas Molinder Joacim Persson Johan Alkenäs Charlie Mason                                   | 3:54     |  |

## Posicionamiento
| Listas (2015)                  | Mejor posición |
| ------------------------------ | -------------- |
| U.S. Billboard 200             | 10             |
| U.S. Billboard Top Soundtracks | 1              |
| U.S. Billboard Digital Albums  | 7              |

## Historial de lanzamientos
| País           | Fecha               | Formato                |
| -------------- | ------------------- | ---------------------- |
| Estados Unidos | 23 de junio de 2014 | Descarga Digital y CD  |
| Países Bajos   | 2014                | Descargar Digital y CD |
| Latinoamérica  | 2015                | Descargar Digital      |